# Valledoria
Valledoria (sardiska och galluresiska: Codaruìna) är en stad och kommun i provinsen Sassari på Sardinien i Italien.

## Historia
Valledoria var en del av den historiska staten Logudoro på Sardinien, och förvärvades sedan av den genuanska familjen Doria. Efter den aragonesiska erövringen av Sardinien drabbades området av pesten, vilket avfolkade det.
En befolkningsökning skedde i början av 1800-talet, när nya bosättare från Aggius och Tempio Pausania skapade Codaruina. År 1960 bildades kommunen Valladoria.

## Sport och fysisk miljö
Staden Valledoria ligger precis vid havet. Platsen är mycket intressant för vattensporter. Playa Sardina är en lokal, icke vinstinriktad miljöskyddsförening som gör reklam för lokala aktiviteter och skyddar Natura 2000-området.